# Aromatherapie

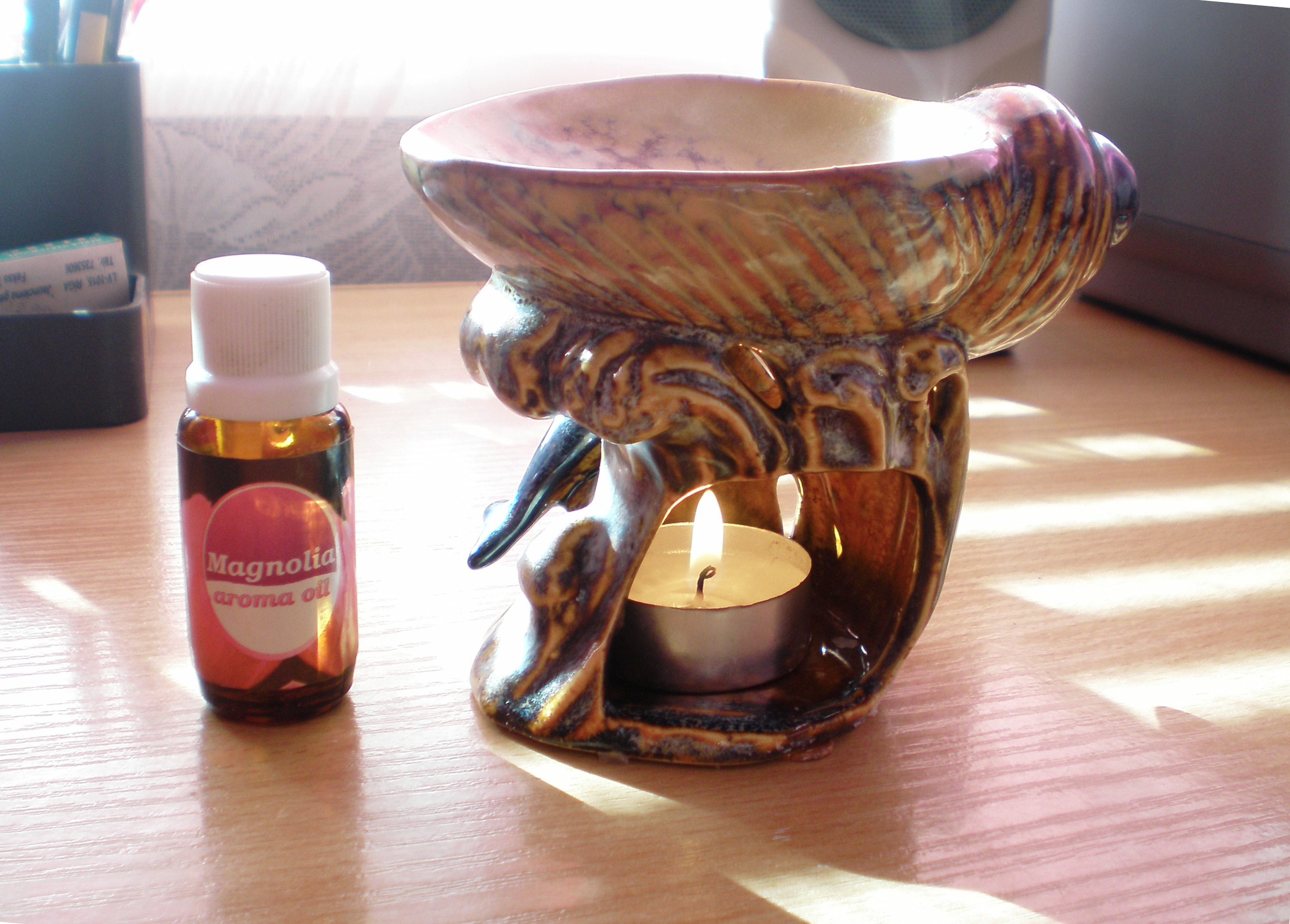

Aromatherapie is een vorm van kruidengeneeskunde, gebaseerd op het gebruik van etherische olie van kruiden, bloemen en andere plantendelen. Aromatherapie is een samentrekking van de woorden aroma en therapie en staat voor behandeling met geuren. Aromatherapie wordt vooral ingezet bij klachten die samenhangen met spanningen, angst en slapeloosheid. De geuren zouden inwerken op het onderbewuste en een verstoord zenuwstelsel terug in evenwicht brengen.
Binnen de aromatherapie zijn verschillende stromingen die elk andere benaderingen, methoden en gebruiken hebben. In de Verenigde Staten en in het Verenigd Koninkrijk is aromatherapie vooral gericht op ontstpanning en het verhogen van het welbevinden via massage met etherische plantenoliën. Ook in Nederland zijn veel aanhangers van deze stroming.
In Frankrijk is in de 20e eeuw een meer medisch gerichte vorm van aromatherapie ontstaan waarbij etherische olie als alternatieve geneeswijze wordt ingezet op grond van de fysiologische effecten van geïdentificeerde inhoudsstoffen in etherische oliën. De Franse aromatherapie wordt ook inwendig toegepast, wat echter omstreden is vanwege de vermeende onveiligheid van inwendig gebruik van etherische olie.
Er bestaat kritiek op het geneeskundig effect van aromatherapie (zie Werkzaamheid).

## Geschiedenis
Al lang wordt gebruikgemaakt van geurende stoffen in de geneeskunst. Etherische olie wordt sinds de late middeleeuwen in Europa gemaakt. The new dispensatory, een apothekershandboek uit 1753, beschrijft rond de honderd verschillende etherische oliën.
Echter, de aromatherapie zoals wij deze kennen is nog niet zo oud.
De Franse parfumeur René Maurice Gattefossé introduceerde de term 'Aromatherapie' in 1936 via een boek met dezelfde titel. In de Eerste Wereldoorlog onderzocht Gattefossé het gebruik van lavendelolie en andere etherische oliën voor het ontsmetten van wonden van gewonde soldaten. Later werkte hij in ziekenhuizen, waar hij etherische oliën en parfumoliën als antiseptische middelen inzette.
Het boek "Aromathérapie" dat Gattefossé hierover schreef kwam in de Tweede Wereldoorlog in handen van de Franse arts Jean Valnet. Valnet paste bepaalde principes uit het boek toe als alternatief voor niet of slecht verkrijgbare medicijnen. Na de oorlog werkte Valnet dit verder uit en schreef zelf een boek. Vanaf de jaren 1960 kreeg de aromatherapie eerst in Frankrijk en later elders voet aan de grond.
Als parfumeur werkte Gattefossé liever met parfums dan met etherische oliën, aangezien veel etherische oliën instabiele componenten bevatten, zoals de oxidatiegevoelige terpenen. Mede daardoor kunnen er grote verschillen in samenstelling en geur bestaan, zelfs tussen etherische oliën van dezelfde plant. Gattefossé zag dergelijke componenten dan ook graag uit de oliën verwijderd. Voor Gattefossé was aromatherapie gebaseerd op de geur van etherische oliën en hun antiseptische en fysiologische effecten op het lichaam. Pas veel later is de definitie verbreed naar ook de effecten van aromatherapie op de psyche.
Marguerite Maury was degene die massage in verband bracht met aromatherapie, iets dat Gattefossé nooit heeft gedaan. Maury pleitte voor een uniek mengsel van oliën voor iedere persoon, afgestemd op eenieders persoonlijke temperament en gezondheid. Maury geloofde dat een correct gekozen mengsel het verouderingsproces kan vertragen. De moderne aromatherapie gaat ervan uit dat de biologische activiteit van etherische oliën een afgeleide is van die van de gehele plant, een concept dat wetenschappelijk niet correct kan zijn, gezien de grote verschillen in samenstelling en fysiologische effecten tussen bijvoorbeeld een sinaasappel en de etherische olie daarvan.

## Werkzaamheid
Wetenschappelijk onderzoek naar de effecten van aromatherapie is beperkt, hoewel uit in-vitrotesten is gebleken dat een aantal etherische oliën antibacteriële en antivirale effecten heeft.
Sommige kleinschalige klinische studies naar de effecten van aromatherapie laten een positief effect zien (soms in combinatie met andere technieken). Met name in de context van zorg door verpleegkundigen en verzorgenden zijn er pogingen gedaan om de effecten van aromatherapie te onderzoeken als een middel tot verbetering van het welbevinden. In dat kader zijn successen gemeld bij vermindering van angst en toename van de slaapkwaliteit bij kankerpatiënten, hemodialysepatiënten en bij patiënten die angiografie ondergingen. Ook in de behandeling van symptomen van menopauze zijn (in combinatie met massage) successen geboekt.
Er is onderbouwing voor het gebruik van pepermuntolie en ylang-ylangolie ter verbetering van geheugen en aandacht.
Voor een gunstig effect van aromatherapie bij demente patiënten is weinig bewijs gevonden in een Cochrane review. Er werden nauwelijks onderzoeken gevonden die voldoende wetenschappelijk gehalte hadden.

## Gebruik

### Toepassingsgebieden
Huid en haar
- Behandeling van kleine wondjes met bijvoorbeeld lavendelolie.
- Behandeling van schimmels met bijvoorbeeld tea-treeolie.

Spieren en gewrichten
- Behandeling van spierpijn met bijvoorbeeld zwarte peperolie.

Hart en vaatstelsel
- Tegen hoge bloeddruk zou bijvoorbeeld citroenolie werken.
- Tegen lage bloeddruk zou bijvoorbeeld rozemarijnolie werken.

Luchtwegen
- Tegen hoesten, vastzittend slijm en dergelijke gebruikt men bijvoorbeeld eucalyptusolie.

Zenuwstelsel
- Behandeling van stress met bijvoorbeeld bergamotolie.
- Een stimulerend middel zou bijvoorbeeld ylang-ylangolie zijn.

Bovenstaande voorbeelden zijn als illustratie bedoeld, aangezien er geen vaste regels bestaan in de aromatherapie.
Volgens veel aromatherapeuten is het onverstandig zelf aan de slag te gaan met aromatherapie. Er dient volgens hen een gedegen studie vooraf te gaan aan het gebruik van de etherische oliën. Etherische oliën zijn voor thuisgebruik vrij verkrijgbaar.

### Manier van toedienen
Aromatherapeuten onderling zijn het niet eens over de wijze van toepassing (massage, inhalatie, inname door de mond). Ook is er veel verschil van mening over welke olie gebruikt moet worden bij een bepaalde diagnose. De behandeling is vooral afhankelijk van ervaring en kennis van de aromatherapeut en niet of nauwelijks gebaseerd op wetenschappelijk onderzoek.
- Verstuiven: Er wordt een toestel gebruikt om de etherische olie te verstuiven in de lucht. Bij deze techniek wordt de olie niet opgewarmd. Nadeel is dat relatief weinig olie opgenomen zal worden omdat de damp zich in de ruimte verspreidt.
- Verdampen: In dit geval wordt de olie opgewarmd tot ze verdampt. Meestal wordt de olie in een beetje water gedaan, waaronder bijvoorbeeld een kaars wordt geplaatst. Dit heeft hetzelfde nadeel als verstuiven. Bijkomend nadeel is dat de werkzame bestanddelen van de etherische olie kapotgaan bij verhitting boven de 40 graden.[bron?] Verdampen wordt dus niet gebruikt door aromatherapeuten.
- Inhalatiebad: Hierbij wordt een beetje etherische olie in heet water gedaan, de dampen worden boven dit bad geïnhaleerd. Hierbij wordt veel meer van de olie opgenomen dan bij verdamping of verstuiven in de ruimte. Wenst men een gezondheidsbevorderend effect kan men de olie niet verwarmen. Koud inhaleren kan ook: men druppelt wat olie op een zakdoekje en snuift de geur op.
- Kaarsen: In het kaarsvet wordt etherische olie opgenomen die bij het branden weer vrijkomt. Nadeel is dat een deel van de olie zal verbranden en niet werkzaam zal zijn.
- Massage: Etherische oliën worden in kleine hoeveelheden toegevoegd aan een draagolie. Dit mengsel wordt gebruikt om te masseren. Als draagolie worden vette planten oliën gebruikt, zoals zonnebloemolie, amandelolie en jojobaolie. Nadeel is dat maar een beperkt aantal van de bestanddelen van de etherische olie door de huid kunnen worden opgenomen. Daarnaast laat de huid ook de stoffen die wel door de huid kunnen dringen (zoals l-carvon en 1,8-cineol) maar in beperkte mate door. Veel aromatherapeuten zijn echter van mening dat de etherische olie zo door de huid in het bloed wordt opgenomen.
- In bad: De olie wordt toegevoegd aan een badolie of aan een draagolie en in bad gedaan. Dit heeft hetzelfde nadeel als bij een massage, al zal door verdamping in elk geval een deel van de olie via de longen worden opgenomen.
- Oraal: Omdat etherische oliën meestal sterk geconcentreerde alcoholachtige verbindingen bevatten die de slijmvliezen kunnen irriteren, worden bij orale inname maximaal 1 tot 3 druppels genomen. Bijvoorbeeld een druppeltje etherische olie op de tong of in een capsule. Ook de sterke smaak van bepaalde etherische oliën kan hinderlijk zijn. Daarnaast zal de spijsvertering een deel van de bestanddelen van de olie onwerkzaam maken voordat het haar werk zou kunnen doen. Niet alle etherische olie wordt inwendig gebruikt, sommige zijn te giftig of te sterk irriterend.